# Carebara intermedia
Carebara intermedia é uma espécie de inseto do gênero Carebara, pertencente à família Formicidae.